# West Autobahn
West Autobahn – autostrada nr A1 w Austrii w ciągu trasy europejskiej E60. Między węzłami Linz i Salzburg pokrywa się również z trasą europejską E55, zaś między węzłem Salzburg a granicą Niemiec – z trasą europejską E52.
Autostrada A1 jest jedną z głównych autostrad w Austrii. Autostrada prowadzi z Wiednia przez Linz i Salzburg do granicy niemieckiej. Jej przedłużeniem jest niemiecka A8. Jej budowę rozpoczęto w 1938 w ramach planów budowy sieci RAB. W sumie rozpoczęto budowę ok. 60 km autostrady. W 1942 oddano do użytku 12 km fragment pomiędzy dzisiejszą granicą z Niemcami a węzłem Salzburg-Mitte. W 1955 wznowiono budowę trasy po częściowo zmienionym śladzie. Budowę autostrady ukończono w latach 70. XX wieku. Jako ostatnie wybudowano odcinki koło Strengberg na granicy pomiędzy Dolną i Górną Austrią oraz odcinek pomiędzy Lambach a Vöcklabruck.
Aktualnie autostrada jest sukcesywnie modernizowana (do 2011) oraz na odcinku od węzła Steinhäusl z południową obwodnicą Wiednia do węzła Voralpenkreuz poszerzana do trzech pasów ruchu w każdą stronę (do 2012). W okolicach Linzu i Salzburga autostrada fragmentami została poszerzona do 4 pasów ruchu w każdą stronę.
Autostrada ma 292 km (z planowanych 301 km) długości. Oznakowanie autostrady rozpoczyna się od 9. km, ponieważ zaniechano budowy początkowego odcinka łączącego Karlsplatz w Wiedniu z węzłem Auhof.